# Mimasaka
Mimasaka  (japanska: 美作市 ?, Mimasaka-shi) är en stad i Okayama prefektur i Japan. Staden bildades 2005 genom en sammanslagning av kommunerna Aida, Higashiawakura, Katsuta, Mimasaka, Ōhara och Sakutō.